# Polietilene ad altissimo peso molecolare
Il polietilene ad altissimo peso molecolare (in inglese Ultra High Molecular Weight Poly-Ethylene) è un polimero specialistico, non fluido, lavorato con tecniche simili a quelle dei metalli; ha una massa atomica di 3-6 MDa.
Filato al 5% in naftalina o decalina dà una fibra, chiamata Dyneema con una cristallinità dell'85% e densità di 0,97 g/cm3. Questa "super-fibra" è utilizzata per applicazioni speciali quali indumenti anti-proiettile, vele, fettucce per alpinismo, cordami; risulta essere 2 volte più resistente del kevlar e 15 volte più dell'acciaio a parità di peso. Rappresenta il materiale più leggero e resistente in commercio.
Seppur sia un polimero lineare, il suo grado di cristallinità non è elevato (45-60%), e può essere anche inferiore a quello dell'LDPE (50-60%). Il motivo sta nel fatto che l'UHMWPE allo stato fluido è estremamente viscoso, e ciò ne limita le possibilità di disporsi in modo ordinato, e quindi la cristallinità. Presenta anche fotosensibilità, e ciò dev'essere tenuto in considerazione per lo stoccaggio del materiale.

## Utilizzo
L'UHMWPE ha usi specifici, alcuni di essi sono: la coppa acetabolare della protesi d'anca e nella protesi di ginocchio, spesso accoppiato ad un materiale metallico (lega di cobalto, lega di titanio).
Un altro importante utilizzo è quello come soletta degli sci e snowboard dove grazie alle proprietà fisiche consente un ottimo scorrimento.